# الدورة 24 للجنة التراث العالمي
الدورة الرابعة والعشرين للجنة التراث العالمي انعقدت في الفترة ما بين 27 نوفمبر وحتى 2 ديسمبر من العام 2000، وذلك في مدينة كيرنز بأستراليا.

## الأعضاء
- أستراليا
- بلجيكا
- بنين
- كندا
- الصين
- كولومبيا
- كوبا
- الإكوادور
- مصر
- فنلندا
- اليونان
- المجر
- إيطاليا
- مالطا
- المكسيك
- المغرب
- البرتغال
- كوريا الجنوبية
- جنوب إفريقيا
- تايلاند
- زيمبابوي